# Iconic Fifties
Iconic Fifties è il ventisettesimo album di Cristiano Malgioglio, pubblicato il 23 novembre 2015 dalla Malgioglio Records.

## Descrizione
I brani dell'album sono stati quasi tutti presentati all'interno del programma Grand Hotel Chiambretti, cantati in diretta da Cristiano Malgioglio, durante alcuni momenti della trasmissione (condotta da Piero Chiambretti). Va segnalato che il doppio album nasce proprio su idea e suggerimento di Piero Chiambretti.
Come già detto la maggior parte dei brani che compongono l'album sono dei famosi successi degli anni cinquanta, qui presentati con nuovi arrangiamenti: Mambo italiano, Rhum and Coca Cola, Oh! Marie, Buonasera signorina, Caterina.
C'è anche posto per tre cover: Una notte a Napoli brano portato al successo dai Pink Martini nel 2007 (che Malgioglio aveva già interpretato nel suo album precedente La bellezza del 2014); Canção do mar hit della cantante Dulce Pontes del 1995; Carne viva scritta da Malgioglio per Mina per l'album Facile del 2009.

## Tracce
CD 1
1. Oh! Marie (Russo, E. De Capua, L. Prima)
2. Mambo italiano (Bob Merrill)
3. Rhum and Coca Cola (R. Grant)
4. Caterina (M. Bugis, Bower, E. Shuman)
5. Angelina (Zoom Zoom) (L. Prima)
6. Buonasera signorina (C. Sigman, De Rose, Pinchi)
7. La vie en rose (Édith Piaf, M. Mannot, L. Guglielmi)
8. Una notte a Napoli (Pink Martini, A. Clemente, J. Dynell)
9. Oh! Marie (remix) (Russo, E. De Capua, L. Prima)

CD 2
1. Burbujas de amor (Juan Luis Guerra)
2. Precado (Portier, Francini, Punturero, C. Bahr)
3. Almohada (M. A. Muniz)
4. Procuro olvidarte (M. Alejandro)
5. Me has matado (J. Ferias)
6. Hasta que te conosci (J. Gabriel)
7. Y como es el (J. L. Perales)
8. Carne viva (C. Malgioglio, Corrado Castellari)
9. Canção do mar (F. Brito, F. Trindate, J. Frederigo)